# Breggia (Svizzera)
Breggia (in dialetto comasco Bréngia) è un comune svizzero di 2 059 abitanti del Canton Ticino, nel distretto di Mendrisio.

## Geografia fisica
Comprende gran parte della Valle di Muggio attraversata dal Breggia al confine con l'Italia.

## Storia
Il comune è stato istituito nel 2009 con la fusione dei comuni soppressi di Bruzella, Cabbio, Caneggio, Morbio Superiore, Muggio e Sagno; capoluogo comunale è Morbio Superiore. Il ricorso del comune di Muggio contro la decisione del 27 ottobre 2007 del Gran Consiglio ticinese è stato respinto.

### Simboli
Nello stemma è raffigurato un ramo di castagno con sei foglie e sei ricci sopra al fiume Breggia che attraversa la valle e che dà il nome al comune.
Il numero sei rappresenta i comuni (Muggio, Cabbio, Bruzella, Caneggio, Sagno e Morbio Superiore), posti sul versante sinistro della Valle di Muggio, ora uniti in un unico comune sotto il nome del fiume che li bagna. Il castagno è una pianta diffusa in tutta la valle, che ha sempre rappresentato una fonte di nutrimento per i suoi abitanti e che viene ancor oggi celebrata con l'annuale Sagra della castagna.

## Società

### Evoluzione demografica
L'evoluzione demografica è riportata nella seguente tabella:
Abitanti censiti

## Cultura
- Museo etnografico della Valle di Muggio, con sede a Cabbio.

## Geografia antropica

### Frazioni
- Bruzella
- Cabbio
  - Gaggio
  - Uggine
- Caneggio
- Morbio Superiore
  - Lattecaldo
- Muggio
  - Roncapiano
  - Scudellate
  - Muggiasca
- Sagno
  - Trevalle